# 500 mil Indianapolis 1955
500 mil Indianapolis 1955 (oficiálně 39th International 500-Mile Sweepstakes) se jela na okruhu Indianapolis Motor Speedway v Indianapolis v Indianě ve Spojených státech amerických dne 30. května 1955. Závod byl třetím v pořadí v sezóně 1955 šampionátu Formule 1.

## Startovní rošt
| Řada | Vnitřní řada | Vnitřní řada     | Střední řada | Střední řada      | Venkovní řada | Venkovní řada   |
| ---- | ------------ | ---------------- | ------------ | ----------------- | ------------- | --------------- |
| 1    | 23           | Jerry Hoyt       | 10           | Tony Bettenhausen | 3             | Jack McGrath    |
| 2    | 14           | Fred Agabashian  | 4            | Bill Vukovich     | 8             | Sam Hanks       |
| 3    | 77           | Walt Faulkner    | 19           | Andy Linden       | 22            | Cal Niday       |
| 4    | 15           | Jimmy Davies     | 1            | Jimmy Bryan       | 89            | Pat Flaherty    |
| 5    | 37           | Eddie Russo      | 6            | Bob Sweikert      | 5             | Jimmy Reece     |
| 6    | 71           | Al Herman        | 48           | Jimmy Daywalt     | 98            | Duane Carter    |
| 7    | 29           | Pat O'Connor     | 33           | Jim Rathmann      | 12            | Don Freeland    |
| 8    | 42           | Al Keller        | 49           | Ray Crawford      | 99            | Art Cross       |
| 9    | 41           | Chuck Weyant     | 39           | Johnny Boyd       | 16            | Johnnie Parsons |
| 10   | 31           | Keith Andrews    | 68           | Ed Elisian        | 27            | Rodger Ward     |
| 11   | 81           | Shorty Templeman | 83           | Eddie Johnson     | 44            | Johnny Thomson  |

### Náhradníci
- První náhradník: Len Duncan (#24, #73)

### Jezdci, kteří se nekvalifikovali
- Manny Ayulo (#88) - Fatální nehoda
- Tony Bonadies (#36)
- Bob Christie (#7)
- Elmer George (#74)
- Gene Hartley (#28)
- Bill Homeier (#72, #77)
- Johnny Kay (#76)
- Danny Kladis (#93)
- Russ Klar (#61)
- Ernie McCoy (#69)
- Jiggs Peters (#32)
- Paul Russo (#10, #21)
- Troy Ruttman (#18)
- George Tichenor (#78)
- Johnnie Tolan - Nemoc
- Leroy Warriner (#64)
- Spider Webb (#9)

## Závod
| Poř. | Pořadí na startu | No. | Jezdec                                      | Konstruktér           | Kvalifikace | Pořadí v kvalifikaci | Počet kol | Kola ve vedení | Čas/Odstoupení    | Body |
| ---- | ---------------- | --- | ------------------------------------------- | --------------------- | ----------- | -------------------- | --------- | -------------- | ----------------- | ---- |
| 1    | 14               | 6   | Bob Sweikert                                | KK500D-Offenhauser    | 139.99      | 11                   | 200       | 86             | 3:53:59.53        | 8    |
| 2    | 2                | 10  | Tony Bettenhausen (Vystřídal ho Paul Russo) | KK500C-Offenhauser    | 139.98      | 13                   | 200       | 0              | +2:43.56          | 3    |
| 3    | 10               | 15  | Jimmy Davies                                | KK500B-Offenhauser    | 140.27      | 5                    | 200       | 0              | +3:32.36          | 4    |
| 4    | 33               | 44  | Johnny Thomson                              | Kuzma-Offenhauser     | 134.11      | 33                   | 200       | 0              | +3:38.91          | 3    |
| 5    | 7                | 77  | Walt Faulkner (Vystřídal ho Bill Homeier)   | KK500C-Offenhauser    | 139.76      | 16                   | 200       | 0              | +5:17.17          | 1    |
| 6    | 8                | 19  | Andy Linden                                 | KK4000-Offenhauser    | 139.09      | 22                   | 200       | 0              | +5:57.94          |      |
| 7    | 16               | 71  | Al Herman                                   | Silnes-Offenhauser    | 139.81      | 15                   | 200       | 0              | +6:24.24          |      |
| 8    | 19               | 29  | Pat O'Connor                                | KK500D-Offenhauser    | 139.19      | 21                   | 200       | 0              | +6:41.60          |      |
| 9    | 17               | 48  | Jimmy Daywalt                               | Kurtis-Offenhauser    | 139.41      | 18                   | 200       | 0              | +7:09.81          |      |
| 10   | 12               | 89  | Pat Flaherty                                | KK50B-Offenhauser     | 140.14      | 7                    | 200       | 0              | +7:46.54          |      |
| 11   | 18               | 98  | Duane Carter                                | Kuzma-Offenhauser     | 139.33      | 19                   | 197       | 0              | +3 kola           |      |
| 12   | 25               | 41  | Chuck Weyant                                | KK3000-Offenhauser    | 138.06      | 25                   | 196       | 0              | +4 kola           |      |
| 13   | 32               | 83  | Eddie Johnson                               | Trevis-Offenhauser    | 134.44      | 32                   | 196       | 0              | +4 kola           |      |
| 14   | 20               | 33  | Jim Rathmann                                | Epperly-Offenhauser   | 138.7       | 24                   | 191       | 0              | +9 kol            |      |
| 15   | 21               | 12  | Don Freeland                                | Phillips-Offenhauser  | 139.86      | 14                   | 178       | 3              | Řazení            |      |
| 16   | 9                | 22  | Cal Niday                                   | KK500B-Offenhauser    | 140.3       | 4                    | 170       | 0              | Nehoda            |      |
| 17   | 24               | 99  | Art Cross                                   | KK500D-Offenhauser    | 138.75      | 23                   | 168       | 24             | Motor             |      |
| 18   | 31               | 81  | Shorty Templeman                            | Trevis-Offenhauser    | 135.01      | 31                   | 142       | 0              | Řazení            |      |
| 19   | 6                | 8   | Sam Hanks                                   | KK500C-Offenhauser    | 140         | 10                   | 134       | 0              | Řazení            |      |
| 20   | 28               | 31  | Keith Andrews                               | Schroeder-Offenhauser | 136.04      | 28                   | 120       | 0              | Palivové čerpadlo |      |
| 21   | 27               | 16  | Johnnie Parsons                             | KK500D-Offenhauser    | 136.8       | 27                   | 119       | 0              | Dynamo            |      |
| 22   | 13               | 37  | Eddie Russo                                 | Allen-Offenhauser     | 140.11      | 8                    | 112       | 0              | Zapalování        |      |
| 23   | 23               | 49  | Ray Crawford                                | KK500B-Offenhauser    | 139.2       | 20                   | 111       | 0              | Motor             |      |
| 24   | 11               | 1   | Jimmy Bryan                                 | Kuzma-Offenhauser     | 140.16      | 6                    | 90        | 31             | Palivové čerpadlo |      |
| 25   | 5                | 4   | Bill Vukovich                               | KK500C-Offenhauser    | 141.07      | 3                    | 56        | 50             | Fatální nehoda    | 1    |
| 26   | 3                | 3   | Jack McGrath                                | KK500C-Offenhauser    | 142.58      | 1                    | 54        | 6              | Dynamo            |      |
| 27   | 22               | 42  | Al Keller                                   | KK2000-Offenhauser    | 139.55      | 17                   | 54        | 0              | Nehoda            |      |
| 28   | 30               | 27  | Rodger Ward                                 | Kuzma-Offenhauser     | 135.04      | 30                   | 53        | 0              | Nehoda            |      |
| 29   | 26               | 39  | Johnny Boyd                                 | KK500C-Offenhauser    | 136.98      | 26                   | 53        | 0              | Nehoda            |      |
| 30   | 29               | 68  | Ed Elisian                                  | KK4000-Offenhauser    | 135.33      | 29                   | 53        | 0              | Odstoupil         |      |
| 31   | 1                | 23  | Jerry Hoyt                                  | Stevens-Offenhauser   | 140.04      | 9                    | 40        | 0              | Únik oleje        |      |
| 32   | 4                | 14  | Fred Agabashian                             | KK500D-Offenhauser    | 141.93      | 2                    | 39        | 0              | Smyk              |      |
| 33   | 15               | 5   | Jimmy Reece                                 | Pankratz-Offenhauser  | 139.99      | 12                   | 10        | 0              | Motor             |      |

Poznámky
1. ↑  Bill Vukovich získal jeden bod za zajetí nejrychlejšího kola.

## Průběžné pořadí po závodě
Pohár jezdců
|        | Pořadí | Jezdec              | Body  |
| ------ | ------ | ------------------- | ----- |
|        | 1      | Maurice Trintignant | 101⁄3 |
|        | 2      | Juan Manuel Fangio  | 10    |
| 31     | 3      | Bob Sweikert        | 8     |
| 1      | 4      | Nino Farina         | 61⁄3  |
| 1      | 5      | Eugenio Castellotti | 6     |
| Zdroj: |        |                     |       |